# Sainte-Agathe-des-Monts
Pour les articles homonymes, voir Sainte-Agathe.
Sainte-Agathe-des-Monts est une ville du Québec située dans la municipalité régionale de comté (MRC) Les Laurentides, dans la région administrative des Laurentides. Peuplée de plus de 10 000 habitants et jouissant d'une superficie de 140,8 km2, elle constitue la ville-centre de l'agglomération de Sainte-Agathe-des-Monts. Elle est située à l'extrémité nord de l'autoroute des Laurentides (A-15) et traversée par la route 117, à environ 90 kilomètres au nord de Montréal. Son territoire comprend de nombreux lacs et est traversé notamment par la rivière du Nord.

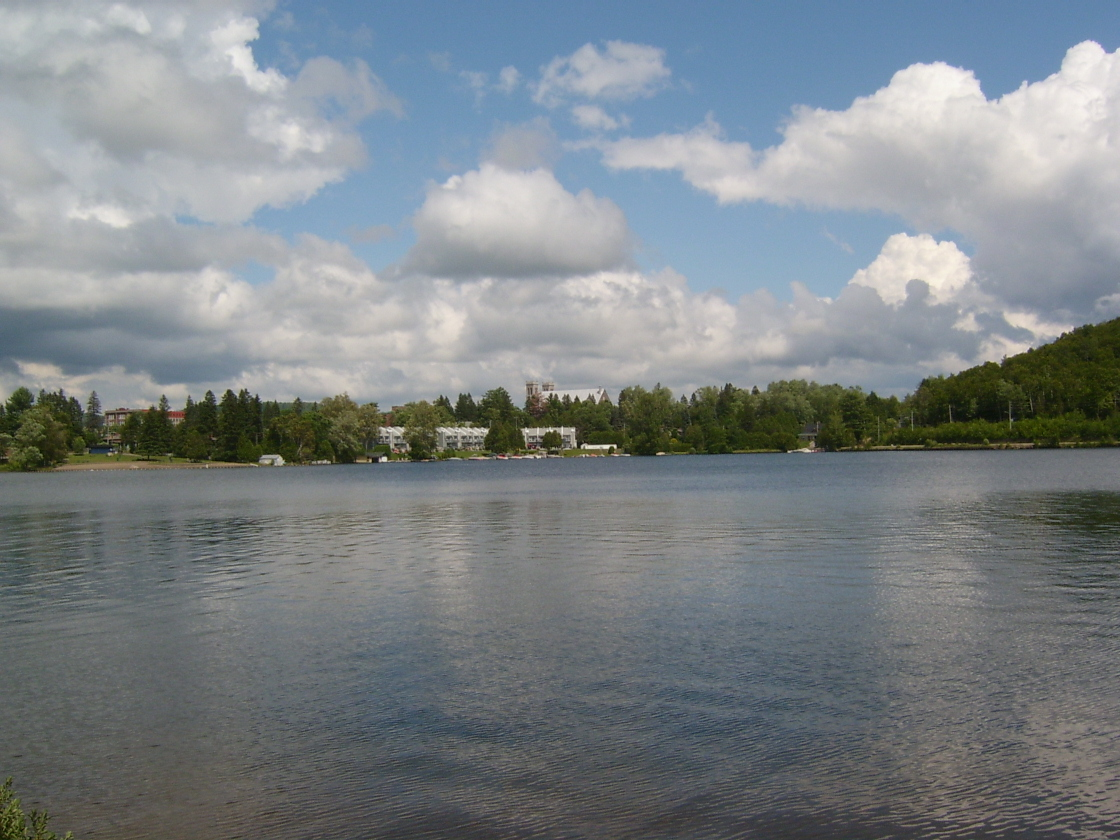
Le lac des Sables au-devant de la ville de Sainte-Agathe-des-Monts.

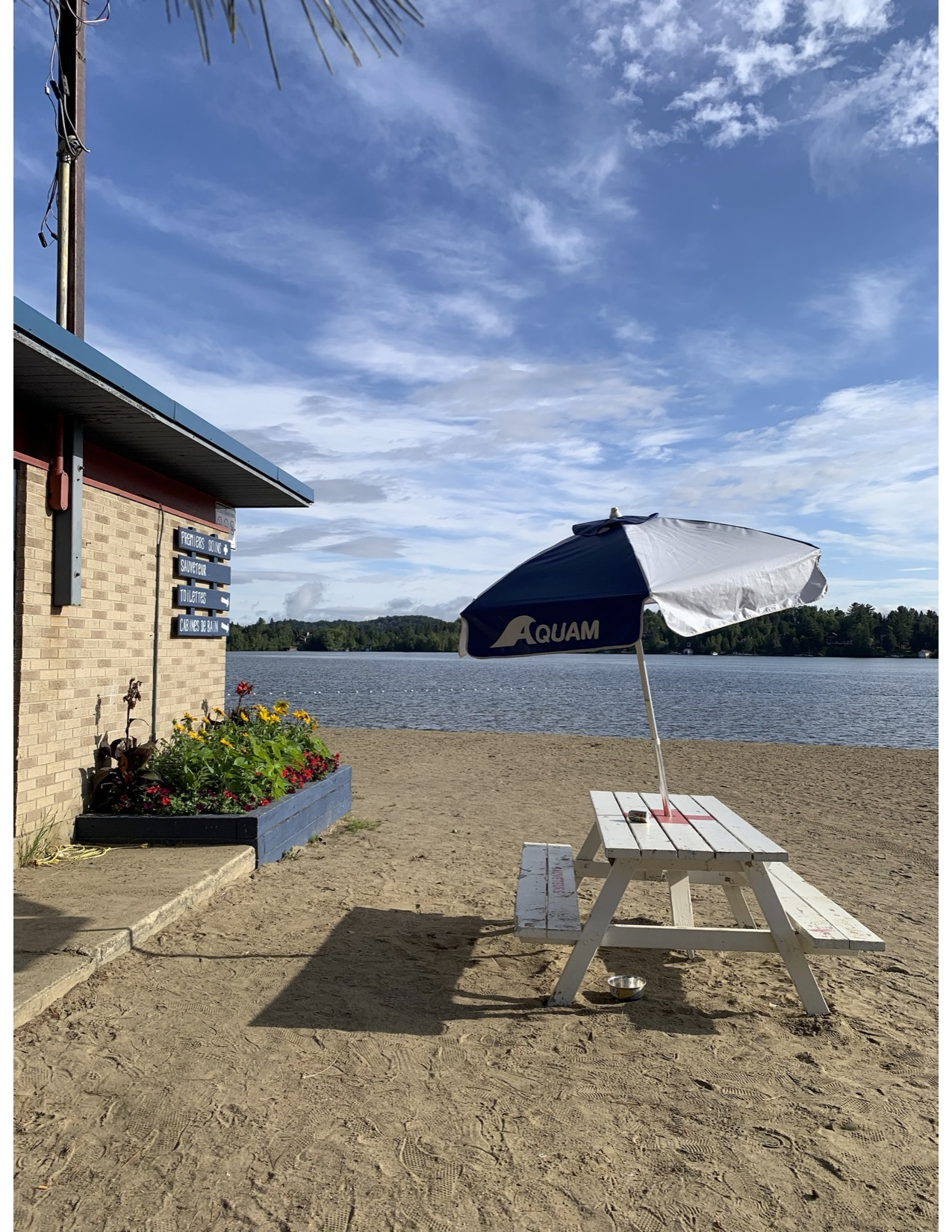
Plage Major

## Toponymie
Son nom évoque Agathe de Catane, une jeune martyre sicilienne du 3e siècle et souligne également montagnes sur le versant desquelles elle est érigée.

## Histoire

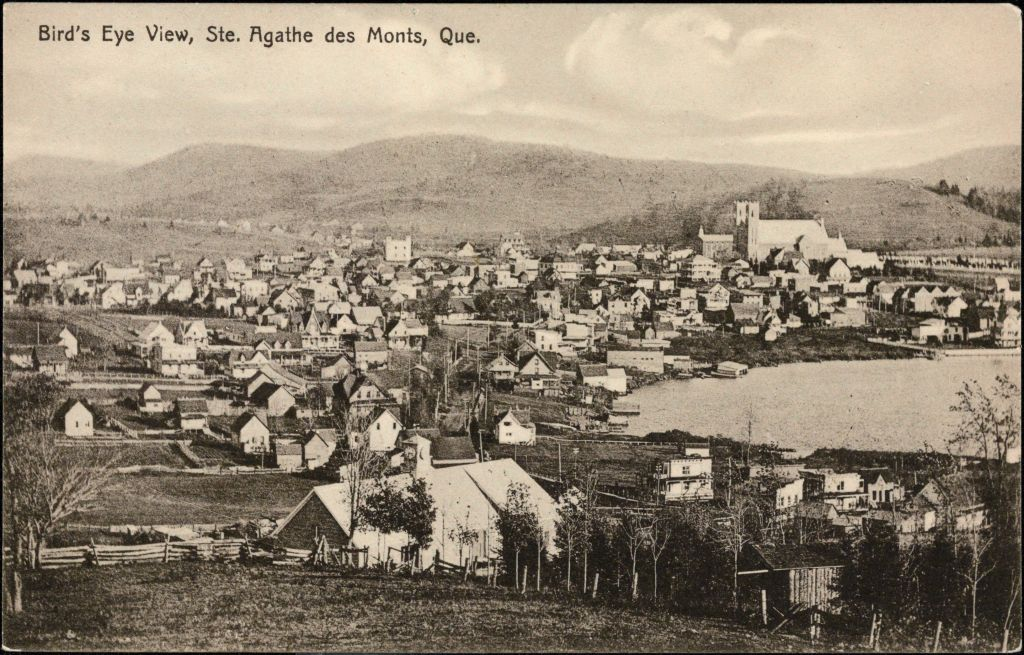
Vue à vol d'oiseau de Sainte-Agathe-des-Monts, vers 1910-1920

Sainte-Agathe-des-Monts est située dans la vallée de la rivière du Nord, sur les rives du magnifique lac des Sables. Celle qu'on appelle la « métropole des Laurentides », constitue la plus ancienne station touristique de la région.
En 1849, Narcisse Ménard, Olivier et Jean-Baptiste Dufresne, s'installent sur les rives du lac à la Truite qui se trouve aujourd'hui dans la municipalité de Sainte-Agathe-des-Monts.
En 1853, fondation de la mission de Sainte-Agathe, date qui coïncide avec la fondation de l'autre Sainte-Agathe au Québec.
De 1849 à 1861, 27 familles colonisent la région, suivies de 35 autres de 1861 à 1865.
Le secteur est alors habité par le groupe autochtone des Weskarinis qui est une tribu algonquien qui chassait et pêchait dans la région.
Les premiers colons vont s'adonner à l'agriculture, même si la région n'est pas propice à l'agriculture à cause des montagnes. C'est pourquoi la majorité des colons seront des bûcherons aussitôt arrivés sur le territoire.
Au XIXe siècle, Sainte-Agathe ne compte que quelques scieries, mais la construction du Montreal and Occidental Railway en 1892 (remplacé par le Canadien Pacifique en 1900) favorise le tourisme et le développement des hôtels, qui sont devenus le pilier de l'économie régionale.
À la fin du XIXe siècle, la ville de Sainte-Agathe-des-Monts devient l'endroit idéal pour combattre le fléau de la tuberculose. En effet, avec son air pur, on décide de construire plusieurs sanatoriums pour guérir la population de Montréal atteinte par la tuberculose.
La population de la localité s’accroît, passant de 1 700 à 4 500, entre 1892 et 1921. Ce moyen de transport a permis d’acheminer les produits de l’exploitation forestière vers Montréal, ainsi que d’attirer des gens d’affaires et des vacanciers. Sainte-Agathe-des-Monts devient alors la destination favorite des amateurs de ski alpin. En effet, au cours de la saison hivernale de 1927-1928, plus de 11 000 skieurs arrivent par train.
Aujourd'hui, les secteurs du commerce, des services et de l'hôtellerie fournissent la plupart des emplois. La population de Sainte-Agathe-des-Monts triple pendant la saison de villégiature.
Dès 1898, Sainte-Agathe-des-Monts est reconnue comme l’une des municipalités les mieux éclairées du Québec.
En 1899, il y aura la création d'une église protestante du nom de Holy Trinity Church pour la population anglophone de plus en plus présente à cette époque dans la municipalité.
Vers 1910, elle devient autosuffisante en matière d’hydroélectricité, puis commence à desservir les villages environnants, ce qu’elle fit jusqu’en 1965, soit deux ans après la nationalisation de l’électricité. La vocation de Sainte-Agathe-des-Monts en tant que ville centre de services s’établit dès lors et se maintiendra jusqu’à ce jour.
L’architecture particulière de certaines grandes maisons de Sainte-Agathe-des-Monts, munies de grandes galeries couvertes et de solariums, rappelle l’époque où l’air pur et le soleil attiraient les malades et convalescents atteints de tuberculose. L’industriel D. Lorne McGibbon permit la construction du Laurentian Sanitarium dont l’architecture se comparaît à celle du sanatorium de Saranac Lake. La communauté juive, quant à elle, fit construire le sanatorium du Mont Sinaï qui offrit gratuitement ses services aux personnes de toute confession religieuse jusqu’en 1920.
Il sera remplacé en 1930 par un nouvel édifice. Contaminé à la tuberculose, cet ancien hôpital juif converti en sanatorium est abandonné depuis 1998. Construit en 1930, l'immeuble était de style Art déco, un mouvement peu répandu à l'extérieur des villes. Était de style Art déco, car il a malheureusement été rasé en 2005 à la suite d'une longue bataille afin de sauver l'édifice.
Vaste oasis de santé et haut lieu de villégiature à une certaine époque, Sainte-Agathe-des-Monts demeure unique avec, en son centre, le magnifique lac des Sables dont la magie opère autant que le paysage inspirant qui l’entoure.
Sainte-Agathe-des-Monts, c’est aussi un carrefour d’activités au cœur des Laurentides, à proximité de Montréal, de Mont-Tremblant et de Saint-Sauveur. La qualité des services offerts, notamment aux plans de la santé et de l’éducation, la revitalisation récente du centre-ville et de la place Lagny et la volonté de mettre en valeur le patrimoine agathois représentent les pierres d’assises sur lesquelles la Ville appuie la vision future de son développement.
C’est aussi dans cette ville que sont nés l’ancien premier ministre du Québec Jean-Jacques Bertrand, le poète national du Québec Gaston Miron et l’écrivain Jean-Yves Collette. L’écrivain Mordecai Richler y met en scène son roman L’Apprentissage de Duddy Kravitz.
La municipalité est jumelée avec la commune française de Lagny-sur-Marne et avec la ville de Saranac Lake des États-Unis.
En 1964, il y aura la création de la municipalité de Sainte-Agathe-Sud.
En 1999, Sainte-Agathe-des-Monts et Sainte-Agathe-Sud sont fusionnés en une seule et même municipalité.
En 2002, Sainte-Agathe-des-Monts, Sainte-Agathe-Nord et Ivry-sur-le-Lac deviennent une seule et même municipalité avec le décret 110-2002, le 13 février 2002.
En 2005, l'ancienne municipalité de Ivry-sur-le-lac décide de sortir de la fusion entre Sainte-Agathe-Nord et Sainte-Agathe-des-Monts. C'est donc en 2005, qu'il y aura la création de la nouvelle Ville de Sainte-Agathe-des-Monts et de l'agglomération de Sainte-Agathe-des-Monts. Cela a été possible avec les décrets 1059-2005 pour ce qui concerne l'agglomération, le décret 1060-2005 pour la Ville de Sainte-Agathe-des-Monts et le décret 1061-2005 pour faire sortir Ivry-sur-le-Lac de la fusion.
La ville fut connectée avec le chemin de fer du p'tit train du nord pendant une grande partie de son histoire. Cependant, lorsqu'il y aura la construction de la route 117 et de l'autoroute 15, le chemin de fer sera retiré pour laisser la place à une piste cyclable reliant la municipalité de Saint-Jérôme et la municipalité de Mont-Laurier.

## Géographie
La ville de Sainte-Agathe-des-Monts est située sur les rives du lac des Sables. L'ensemble du territoire de la municipalité comprend une superficie de 140,81 km2, dont 129,58 km2 sont terrestres. Les deux routes les plus importantes de la municipalité est la route 117 et l'autoroute 15 (aussi nommé l'autoroute des Laurentides).
La municipalité est occupée par 8% de plan d'eau, 80% de forêts, 4% de milieu humide, 5% de terrain en friche, 2% de milieu urbain et 1 % de milieu de villégiature.

### Hydrographie
La municipalité de Sainte-Agathe-Des-Monts comporte 30 lacs. À partir du lac Brûlé, au nord de la ville, la rivière du Nord coule vers le sud-est.

### Municipalités limitrophes
La municipalité de Sainte-Agathe se trouve entre la municipalité de Val-David et de la municipalité de Mont-Blanc (route 117). Elle se trouve aussi entre la municipalité de Saint-Adolphe-d'Howard et de Lanthier (route 329).

## Démographie
| 1991  | 1996  | 2001  | 2006  | 2011   | 2016   | 2021   |
| ----- | ----- | ----- | ----- | ------ | ------ | ------ |
| 5 452 | 5 669 | 8 687 | 9 679 | 10 115 | 10 123 | 11 211 |

## Administration
Les élections municipales se font en bloc pour le maire et les six conseillers.
| Sainte-Agathe-des-Monts Maires depuis 2003                                                                           |                  |         |          |
| Élection | Maire            | Qualité | Résultat |
| 2003 | Laurent Paquette |         | Voir     |
| 2005 | Laurent Paquette | Voir    |          |
| 2009 | Denis Chalifoux  |         | Voir     |
| 2013 | Denis Chalifoux  | Voir    |          |
| 2017 | Denis Chalifoux  | Voir    |          |
| 2021 | Frédéric Broué   |         | Voir     |
| Élection partielle en italique Depuis 2005, les élections sont simultanées dans toutes les municipalités québécoises |                  |         |          |

## Éducation
La Commission scolaire des Laurentides a son siège social à Sainte-Agathe-des-Monts. On y compte quatre écoles primaires francophones : Notre-Dame-de-la-Sagesse, Fleur-des-Neiges, Lionel-Groulx, et Monseigneur-Bazinet ainsi qu'une école secondaire francophone : l’école polyvalente des Monts.
L'école anglophone Académie Sainte-Agathe (primaire et secondaire), gérée par la Commission scolaire Sir Wilfrid Laurier, est également présente dans la ville.
Les résidents ont accès à la bibliothèque Gaston-Miron depuis 1981.

## Culture
- Théâtre le Patriote

### L'église de Sainte-Agathe-Des-Monts
L'église de Sainte-Agathe-des-Monts, "citée monument historique, est un lieu de culte de tradition catholique érigé de 1905 à 1907. L'église en pierre comporte une nef, un transept peu saillant et se termine par un chevet plat. Une sacristie de plan rectangulaire à un étage et demi est implantée dans le prolongement du chevet. L'église et la sacristie sont coiffées de toits à versants droits. La façade percée de trois portails est flanquée de deux tours-clochers symétriques. L'église de Sainte-Agathe est située sur un léger promontoire au cœur de la ville de Sainte-Agathe-des-Monts, à proximité du presbytère et du charnier, aussi cités monuments historiques".
L'église a été construite avec le style éclectique avec ses grandes dimensions, mais aussi par ses emprunts à l'architecture romane en ce qui a trait aux ouvertures cintrées et par sa façade très animée obtenue grâce aux jeux de textures et de couleurs de la pierre.
Cette église qui était à la base en bois sera rénovée à cause de l'augmentation de la population dans la municipalité et aussi, car la création d'un nouveau diocèse dans cette section des Laurentides. Ainsi, les autorités religieuses locales désirent devenir le siège centrale du diocèse. ainsi, les rénovations de l'église sera construite pour faire de l'Église une cathédrale. Ce qui explique sa forme et l'utilisation de la pierre.
Malheureusement pour la municipalité, Sainte-Agathe-Des-Monts ne sera pas choisi comme centre épiscopal du diocèse des Laurentides, mais c'est la ville de Mont Laurier et son église qui sera choisie en 1913. Mais son architecture montre bien le contexte de sa construction.

## Santé
- Centre hospitalier Laurentien
- CLSC (Trois points de service)
- CRDI-TSA le Flores
- CRDP le Bouclier

## Personnalités liées
L’ancien premier ministre québécois Jean-Jacques Bertrand tout comme le poète Gaston Miron (1928) et l’écrivain Jean-Yves Collette (1946) sont nés à Sainte-Agathe-des-Monts.
- Serge Ladouceur - Réalisateur, scénariste et producteur
- Daniel Piché - Chef d’orchestre
- Athanase David - Homme politique, homme de culture
- Jean-Pierre Masson - Acteur
- Jonathan Drouin - Joueur professionnel de hockey sur glace des Canadiens de Montréal
- Mikaël Kingsbury - skieur acrobatique et champion olympique
- Pierre-Luc Dubois- Joueur professionnel de hockey sur glace
- Carmen Campagne y est décédée le 4 juillet 2018.

## Informations supplémentaires
Le bonhomme carnaval qui est l'un des symboles le plus important du carnaval de Québec a été créé à Sainte-Agathe-des-Monts. Ce qui est, en effet, une fierté pour la population agathoise. Le bonhomme carnaval a été imaginé et dessiné par Natt. C. Cowan, à l'image de son père spirituel. Le bonhomme carnaval est aussi l'une des causes de la popularité du carnaval de Sainte-Agathe-des-Monts au milieu du XXe siècle.